# Майн-Кинциг (район)
Майн-Кинциг (нем. Main-Kinzig-Kreis) — район в Германии. Центр района — город Гельнхаузен. Район входит в землю Гессен. Подчинён административному округу Дармштадт. Занимает площадь 1398 км². Население — 407,0 тыс. чел. (2010). Плотность населения — 291 человек/км².
Официальный код района — 06 4 35.
Район подразделяется на 29 общин.

## Города и общины
1. Ханау (88 346)
2. Майнталь (37 850)
3. Гельнхаузен (21 526)
4. Брухкёбель (20 647)
5. Ниддерау (19 835)
6. Шлюхтерн (16 808)
7. Грюндау (14 677)
8. Фрайгерихт (14 670)
9. Бад-Зоден-Зальмюнстер (13 571)
10. Лангензельбольд (13 375)
11. Эрлензе (12 997)
12. Вехтерсбах (12 375)
13. Шёнек (12 029)
14. Роденбах (11 203)
15. Штайнау (10 815)
16. Линзенгерихт (9863)
17. Бад-Орб (9777)
18. Зинталь (9223)
19. Бибергемюнд (8332)
20. Гроскроценбург (7350)
21. Хассельрот (7295)
22. Бирштайн (6322)
23. Нойберг (5163)
24. Брахтталь (5149)
25. Хаммерсбах (4823)
26. Нидердорфельден (3652)
27. Йосгрунд (3590)
28. Роннебург (3225)
29. Флёрсбахталь (2499)

(30 июня 2010)